# 마크타르

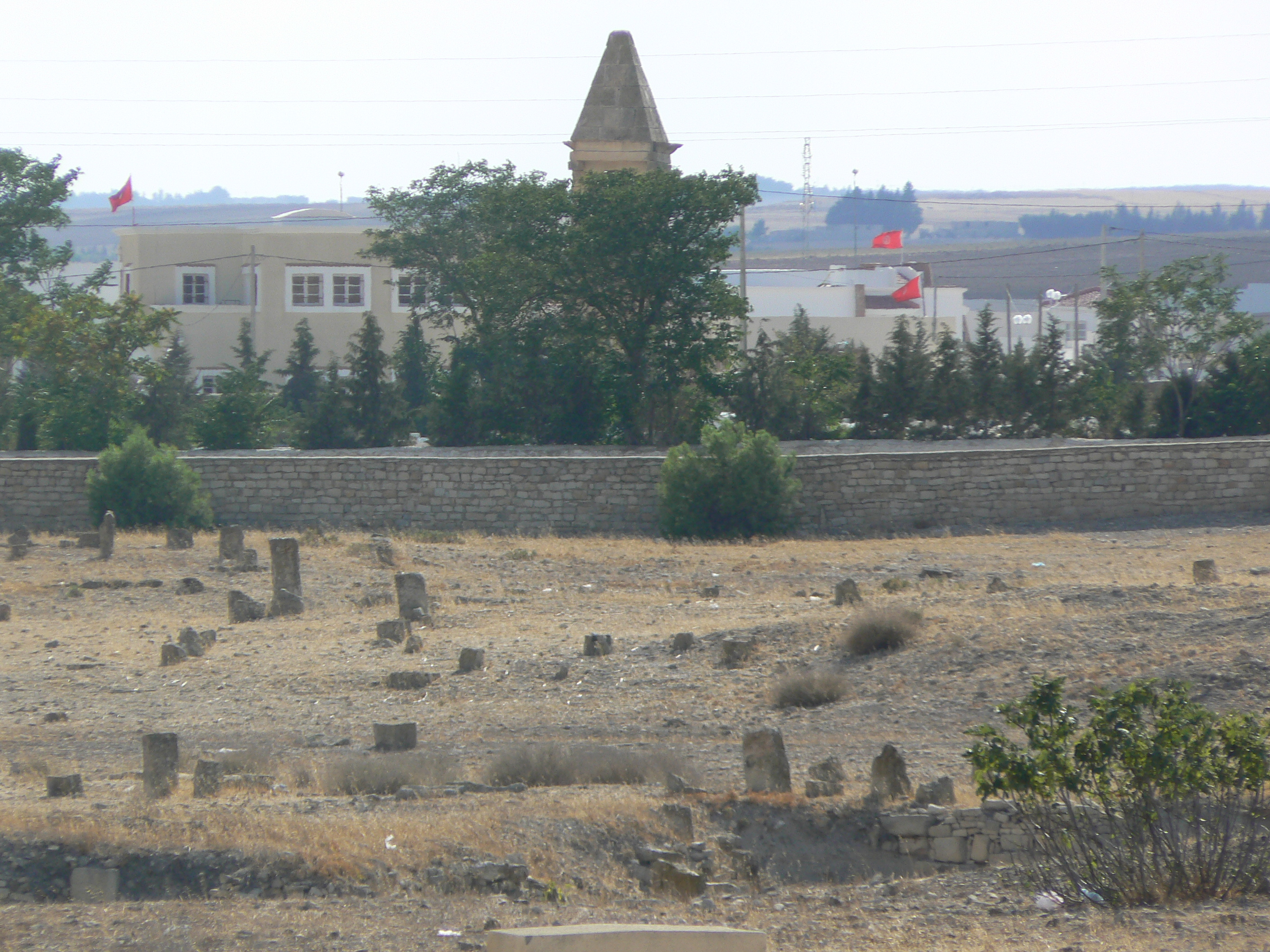
마크타르

마크타르(영어: Maktar, 아랍어: مكتر)는 튀니지의 실리아나주에 있는 도시이다. 인구는 12,942명(2004년)이다.